# Dolenje
Dolenje é um assentamento localizado no município de Ajdovščina na Eslovênia. Possuía uma população estimada de 94 habitantes em 2020.